# VerdsEquo
VerdsEquo és un partit polític valencià que des de la seua sobirania assumeix el paper d'organització territorial d'Equo al País Valencià, organització territorial que té un caràcter federal. VerdsEquo està integrat dins la Coalició Compromís. Va ser fundat l'any 2014 amb la fusió d'Els Verds - Esquerra Ecologista del País Valencià i Equo País Valencià.
La relació entre ambdues organitzacions es remunta als inicis de la dècada del 2010, quan Els Verds-Esquerra Ecologista del País Valencià participà en la gestació d'Equo, projecte nascut en 2010 amb l'objectiu de generar un espai polític de convergència per al moviment ecologista estatal, per a la gestació del qual es van convocar tots els partits verds de l'Estat. Els Verds - Esquerra Ecologista del País Valencià va signar el llavors anomenat Manifest 4-J (que va tindre lloc el 4 de juny de 2011, Dia Mundial del Medi Ambient).
Al congrés fundacional Julià Àlvaro i Cristina Rodríguez van resultar triats coportaveus de la nova formació. Després de la dimissió i eixida del partit d'Àlvaro, arran de la crisi al si de la Conselleria d'Agricultura i Medi Ambient on aquest exercia de secretari autonòmic, el regidor Giuseppe Grezzi es situa com a substitut. Natxo Serra i Cristina Rodríguez esdevenen coportaveus de VerdsEquo a partir de l'any 2020.